# Campionati europei di atletica leggera 1946 - 200 metri piani femminili
I 200 metri piani femminili ai campionati europei di atletica leggera 1946 si sono svolti il 24 e il 25 agosto 1946.

## Podio
| Oro     | Yevgeniya Sechenova Unione Sovietica |
| Argento | Winifred Jordan Gran Bretagna        |
| Bronzo  | Léa Caurla Francia                   |

## Risultati

### 1º turno
Passano alle semifinali le prime tre atlete di ogni batteria (Q).

#### Batteria 1
| Posizione | Nome                   | Nazionalità    | Tempo | Note             |
| --------- | ---------------------- | -------------- | ----- | ---------------- |
| 1         | Léa Caurla             | Francia        | 25"2  | Q                |
| 2         | Stanisława Walasiewicz | Polonia        | 25"4  | Q                |
| 3         | Winifred Jordan        | Gran Bretagna  | 25"7  | Q                |
| 4         | Vera Bemova            | Cecoslovacchia | 26"2  |                  |
| 5         | Hilde Nissen           | Danimarca      | 26"6  | Record nazionale |

#### Batteria 2
| Posizione | Nome             | Nazionalità    | Tempo | Note |
| --------- | ---------------- | -------------- | ----- | ---- |
| 1         | Sylvia Cheeseman | Gran Bretagna  | 26"0  | Q    |
| 2         | Dana Hiklova     | Cecoslovacchia | 27"1  | Q    |
| 3         | Solveig Toms     | Norvegia       | 27"2  | Q    |

#### Batteria 3
| Posizione | Nome                | Nazionalità | Tempo | Note |
| --------- | ------------------- | ----------- | ----- | ---- |
| 1         | Marit Hemstad       | Norvegia    | 25"9  | Q    |
| 2         | Ann-Britt Leyman    | Svezia      | 27"3  | Q    |
| 3         | Jadwiga Słomczewska | Polonia     | 27"6  | Q    |

#### Batteria 4
| Posizione | Nome                | Nazionalità      | Tempo | Note |
| --------- | ------------------- | ---------------- | ----- | ---- |
| 1         | Yevgeniya Sechenova | Unione Sovietica | 25"2  | Q    |
| 2         | Joyce Judd          | Gran Bretagna    | 26"3  | Q    |
| 3         | Mieczysława Moder   | Polonia          | 26"9  | Q    |

### Semifinali
Passano alle semifinali le prime tre atlete di ogni batteria (Q).

#### Semifinale 1
| Posizione | Nome                | Nazionalità    | Tempo | Note |
| --------- | ------------------- | -------------- | ----- | ---- |
| 1         | Léa Caurla          | Francia        | 25"5  | Q    |
| 2         | Winifred Jordan     | Gran Bretagna  | 25"5  | Q    |
| 3         | Sylvia Cheeseman    | Gran Bretagna  | 25"8  | Q    |
| 4         | Dana Hiklova        | Cecoslovacchia | 26"3  |      |
| 5         | Solveig Toms        | Norvegia       | 27"0  |      |
|           | Jadwiga Słomczewska | Polonia        | dns   |      |

#### Semifinale 2
| Posizione | Nome                   | Nazionalità      | Tempo | Note |
| --------- | ---------------------- | ---------------- | ----- | ---- |
| 1         | Yevgeniya Sechenova    | Unione Sovietica | 25"1  | Q    |
| 2         | Marit Hemstad          | Norvegia         | 25"7  | Q    |
| 3         | Ann-Britt Leyman       | Svezia           | 25"8  | Q    |
| 4         | Stanisława Walasiewicz | Polonia          | 26"0  |      |
| 5         | Joyce Judd             | Gran Bretagna    | 26"1  |      |
| 6         | Mieczysława Moder      | Polonia          | 26"2  |      |

### Finale
| Pos.    | Nome                | Nazionalità      | Tempo | Note |
| ------- | ------------------- | ---------------- | ----- | ---- |
| Oro     | Yevgeniya Sechenova | Unione Sovietica | 25"4  |      |
| Argento | Winifred Jordan     | Gran Bretagna    | 25"6  |      |
| Bronzo  | Léa Caurla          | Francia          | 25"6  |      |
| 4       | Marit Hemstad       | Norvegia         | 25"7  |      |
| 5       | Sylvia Cheeseman    | Gran Bretagna    | 25"8  |      |
| 6       | Ann-Britt Leyman    | Svezia           | 26"2  |      |